# Sarıyayla, Mesudiye
Sarıyayla là một xã thuộc huyện Mesudiye, tỉnh Ordu, Thổ Nhĩ Kỳ. Dân số thời điểm năm 2010 là 33 người.